# Grundsätze der Philosophie der Zukunft
Grundsätze der Philosophie der Zukunft is een essay van de Duitse filosoof Ludwig Feuerbach, gepubliceerd in 1843. Hij schreef het na zijn hoofdwerk Das Wesen des Christenthums.

## Inhoud
In het essay stelde Feuerbach dat de filosofie zich niet moet richten op bovennatuurlijke of abstracte principes, maar op de mens zelf. "De nieuwe filosofie maakt de mens – met lichaam, ziel en geest – tot het uitgangspunt, tot het centrum en het einddoel van de filosofie," schrijft Feuerbach. Waar Hegeliaanse filosofie streeft naar het begrijpen van de wereld als manifestatie van de Absolute Geest, stelt Feuerbach daar tegenover dat dit slechts projecties zijn van menselijke eigenschappen. God is, volgens hem, geen op zichzelf bestaand wezen, maar een veruitwendiging van menselijke verlangens, morele idealen en zelfbewustzijn.
Daarin stelde hij dat de filosofie zich niet moet richten op bovennatuurlijke of abstracte principes, maar op de mens zelf. "De nieuwe filosofie maakt de mens – met lichaam, ziel en geest – tot het uitgangspunt, tot het centrum en het einddoel van de filosofie," schrijft Feuerbach . Waar Hegeliaanse filosofie streeft naar het begrijpen van de wereld als manifestatie van de Absolute Geest, stelt Feuerbach daar tegenover dat dit slechts projecties zijn van menselijke eigenschappen . God is, volgens hem, geen op zichzelf bestaand wezen, maar een veruitwendiging van menselijke verlangens, morele idealen en zelfbewustzijn. 
Deze visie sluit aan bij Feuerbachs  eerdere werk. Daarin stelt hij dat religie een menselijke illusie is – een projectie van de menselijke essentie op een goddelijk wezen. In de Grundsätze breidt hij deze projectiekritiek uit naar de hele idealistische filosofie. Filosofie moet daarom geen 'theologie met andere middelen' zijn, maar een concrete wetenschap van de mens.
Een ander belangrijk thema in de Grundsätze is het belang van de zintuiglijke ervaring. Feuerbach verwerpt de idealistische opvatting dat de zintuigen onbetrouwbaar of minderwaardig zijn aan het denken. In plaats daarvan benadrukt hij dat de zintuigen de primaire toegang tot de werkelijkheid vormen. "De waarheid is zintuiglijk, of zij is geen waarheid," stelt hij. Hiermee bedoelt hij dat alleen datgene wat concreet en ervaarbaar is, aanspraak kan maken op waarheid. Abstracte, louter rationele constructies hebben geen waarheidswaarde als ze niet op ervaring gebaseerd zijn.
Dit standpunt vormt de basis voor zijn materialisme: de overtuiging dat de werkelijkheid primair materieel is, en niet geestelijk of ideëel. Feuerbach ziet in het lichaam geen gevangenis van de ziel, zoals in het platonisme, maar juist de belichaming van het mens-zijn. "De mens is wat hij eet," is een bekende parafrase van Feuerbachs visie – een provocerende manier om te zeggen dat de mens volledig ingebed is in de natuur, in het lichamelijke en het materiële.
Feuerbachs kritiek richt zich in de Grundsätze vooral op het Duitse idealisme, met name op Hegel. Volgens Feuerbach heeft Hegel weliswaar een revolutionaire dialectische methode geïntroduceerd, maar blijft hij gevangen in een speculatief systeem waarin het concrete menselijke bestaan ondergeschikt wordt gemaakt aan abstracte begrippen. De Hegeliaanse filosofie is, in Feuerbachs ogen, een "theologie in vermomming". Ze stelt het Absolute, de Geest of de Idee boven de mens, terwijl volgens Feuerbach de mens zelf het fundament van alle denken en ervaren is.
Feuerbach keert zich daarom tegen het primaat van het denken boven het zijn. Niet het denken schept de werkelijkheid, zoals Hegel suggereert, maar de werkelijkheid is de voorwaarde voor het denken. Dit is een radicale omkering van de idealistische traditie, en het markeert een belangrijke wending in de moderne filosofie richting materialisme en humanisme
Feuerbachs essay Grundsätze der Philosophie der Zukunft was een manifestatie van een nieuwe manier van filosoferen: niet vanuit abstracte principes of theologische dogma’s, maar vanuit de concrete, voelende, denkende mens. In 33 stellingen formuleerde hij een filosofie, waarin de zintuiglijke ervaring, het lichamelijke bestaan en de intermenselijke relatie centraal staan. Daarmee leverde hij niet alleen kritiek op het idealisme van zijn tijd, maar bood hij ook een positieve visie op wat filosofie zou moeten zijn: een wetenschap van en voor de mens. Zijn invloed reikt verder dan de 19e eeuw en blijft actueel in discussies over humanisme, atheïsme en de rol van religie in de moderne tijd.